# Lan môi dày lá rộng
Lan môi dày lá rộng hay thượng duyên lá rộng (danh pháp: Epigeneium amplum) là một loài phong lan.